# Pure Country
| Оценки критиков      | Оценки критиков                                                          |
| Источник             | Оценка                                                                   |
| -------------------- | ------------------------------------------------------------------------ |
| Allmusic             | [ 1 ]                                                                    |
| Entertainment Weekly | C-                                                                       |
| Q                    | 3 из 5 звёзд · 3 из 5 звёзд · 3 из 5 звёзд · 3 из 5 звёзд · 3 из 5 звёзд |

Pure Country — студийный альбом американского кантри-певца Джорджа Стрейта, вышедший 15 сентября 1992 года на лейбле MCA Records, ставший саундтреком к одноименному фильму-вестерну «Pure Country» («Жизнь в стиле кантри») с участием самого Стрейта (дебют в главной роли), Лесли Энн Уоррен, Кайла Чендлера и Рори Кэлхуна. Продюсером альбома был Тони Браун (первый их совместный проект) и сам Стрейт. Диск дал два кантри-сингла на № 1 в Hot Country Songs (I Cross My Heart; Heartland), стал наиболее успешным на тот момент в карьере певца, его тираж превысил 6 млн копий и он получил 6-кр. платиновый статус RIAA. Альбом получил умеренные отзывы музыкальных критиков и он достиг № 1 в кантри-чарте Top Country Albums и № 6 в Billboard 200 (США).

## Список композиций
1. «Heartland» (Steve Dorff, John Bettis) — 2:16
2. «Baby Your Baby» (Phil Thomas, Hal Newman) — 2:42
3. «I Cross My Heart» (Dorff, Eric Kaz) — 3:30
4. «When Did You Stop Loving Me» (Donny Kees, Monty Holmes) — 2:48
5. «She Lays It All on the Line» (Clay Blaker) — 2:30
6. «Overnight Male» (Richard Fagan, Kim Williams, Ron Harbin) — 2:36
7. «Last in Love» (J. D. Souther, Glenn Frey) — 3:35
8. «Thoughts of a Fool» (Mel Tillis, Wayne P. Walker) — 2:12
9. «The King of Broken Hearts» (Jim Lauderdale) — 3:08
10. «Where the Sidewalk Ends» (Lauderdale, Джон Левентал) — 3:08
11. «Heartland (Main Title Sequence)» (Dorff, Bettis) — 2:42

## Позиции в чартах
| Чарт (1992—1993)                   | Высшая позиция |
| ---------------------------------- | -------------- |
| Канада (RPM)                       | 32             |
| Канада Country Albums (RPM)        | 1              |
| США (Billboard 200)                | 6              |
| США (Billboard Top Country Albums) | 1              |

### Синглы
| Год  | Сингл                         | Высшая позиция | Высшая позиция |
| Год  | Сингл                         | US Country     | CAN Country    |
| ---- | ----------------------------- | -------------- | -------------- |
| 1992 | «I Cross My Heart»            | 1              | 1              |
| 1993 | «Heartland»                   | 1              | 1              |
| 1993 | «When Did You Stop Loving Me» | 6              | 6              |

## Сертификации
| Регион                                                      | Сертификация  | Продажи    |
| ----------------------------------------------------------- | ------------- | ---------- |
| Канада (Music Canada)                                       | Платиновый    | 100 000^   |
| США (RIAA)                                                  | 6× Платиновый | 6 000 000^ |
| ^ Данные о тиражах приведены только на основе сертификации. |               |            |